# ناکاایزو، شیزوئوکا
ناکاایزو، شیزوئوکا (به لاتین: Nakaizu) یک منطقهٔ مسکونی در ژاپن است که در ناحیه چوبو واقع شده‌است. ناکاایزو ۸٬۴۵۷ نفر جمعیت دارد.